# Swanton (Ohio)
Swanton é uma vila localizada no estado norte-americano de Ohio, no Condado de Fulton e Condado de Lucas.

## Demografia
Segundo o censo norte-americano de 2000, a sua população era de 3307 habitantes.
Em 2006, foi estimada uma população de 3676, um aumento de 369 (11.2%).

## Geografia
De acordo com o United States Census Bureau tem uma área de
6,2 km², dos quais 6,2 km² cobertos por terra e 0,0 km² cobertos por água. Swanton localiza-se a aproximadamente 214 m acima do nível do mar.

## Localidades na vizinhança
O diagrama seguinte representa as localidades num raio de 16 km ao redor de Swanton.